# Exoprosopa mongolica
Exoprosopa mongolica är en tvåvingeart som beskrevs av Paramonov 1928. Exoprosopa mongolica ingår i släktet Exoprosopa och familjen svävflugor. Inga underarter finns listade i Catalogue of Life.